# Enibuk
Enibuk (auch: Enibiibukku-tō) ist ein Motu des Ailinginae-Atolls der pazifischen Inselrepublik Marshallinseln.

## Geographie
Enibuk liegt am Südwestende des Ailinginae-Atolls. Die Insel ist unbewohnt und seit dem Kernwaffentest der Bravo-Bombe im Jahr 1954 atomar verseucht. Die nächste namhafte Insel im Westen ist Mogiri. Im Osten liegen einige namenlose Motu, die nächste namhafte Insel ist Pigessharukku.